# Чернешти (Прахова)
Чернешти (рум. Cernești) насеље је у Румунији у округу Прахова у општини Извоареле. Oпштина се налази на надморској висини од 430 m.

## Становништво
Према подацима из 2002. године у насељу је живело 189 становника, од којих су сви румунске националности.